# Avestavallen

Avestavallen är en idrottsarena i Avesta i Dalarna som är byggd 1957. Den är hemmaplan för Avesta AIK, Avesta BK, Avesta DFK och IK Stål. Det går in ungefär 5 000 åskådare vilket gör den till den absolut största arenan i Avesta. Publikrekordet ligger på 4 498 åskådare som såg matchen mellan Avesta AIK och IK Brage i division 2 1961.